# Technische Zone

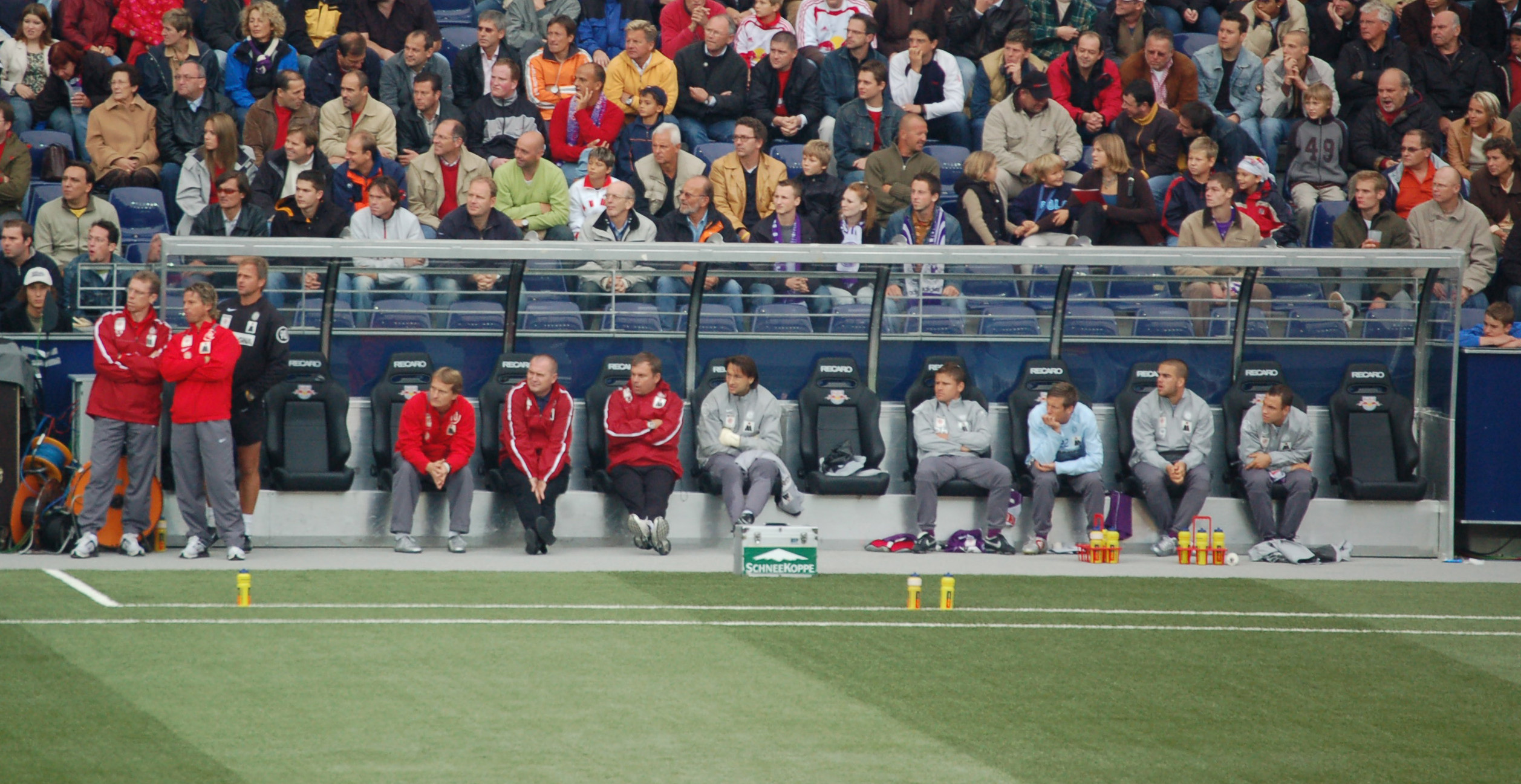
Technische Zone mit Ersatzbank und Begrenzungslinien

Die Technische Zone (auch Coachingzone) ist ein abgegrenzter Raum außerhalb des Spielfelds bei Fußballspielen, in dem sich Trainer, Betreuer und Ersatzspieler aufhalten dürfen. Der rechteckige Bereich, der in der Regel mit Begrenzungslinien markiert ist, erstreckt sich von der Ersatzspielerbank bis einen Meter an die Seitenlinie heran. Auf jeder Seite der Ersatzspielerbank reicht sie einen Meter über die Breite der Ersatzbank, welche auch aus einer Reihe von Einzelsitzen bestehen kann, hinaus. Sie wird in Regel 3, Entscheidung 2 des International Football Association Board beschrieben. 
Die Bestimmungen des jeweiligen Wettbewerbs legen fest, wie viele Personen sich in der Technischen Zone aufhalten dürfen. Vor Spielbeginn sind diese Personen zu bezeichnen. Zu jeder Zeit kann eine dieser Personen taktische Anweisungen geben, muss danach aber ihren Platz wieder einnehmen.
Nur in Ausnahmefällen dürfen Trainer oder Betreuer die Technische Zone verlassen, zum Beispiel wenn der Schiedsrichter dem Arzt gestattet, einen verletzten Spieler auf oder neben dem Feld zu behandeln.
Die Coaching-Zone ist seit 1993 Teil der FIFA-Regeln. Seit 1999 ist der Vierte Offizielle für die Durchsetzung zuständig. 